# غريغور ميشالسكي
غريغور ميشالسكي (بالبولندية: Grzegorz Marek Michalski)‏ (و. 1972  م) هو اقتصادي بولندي.

## التعليم
تعلم في Wrocław University of Economics ‏.